# Trieces leleupi
Trieces leleupi är en stekelart som först beskrevs av Pierre L. G. Benoit 1965.  Trieces leleupi ingår i släktet Trieces och familjen brokparasitsteklar. Inga underarter finns listade i Catalogue of Life.